# Pitstone
Pitstone è un villaggio e parrocchia civile dell'Inghilterra, appartenente alla contea del Buckinghamshire.

## Monumenti e luoghi d'interesse
- Mulino a vento di Pitstone